# 蒋宝娣
蒋宝娣（1938年1月—），浙江萧山人，中华人民共和国政治人物。

## 生平
1956年3月至1966年12月，为杭州崇裕丝厂缫丝工、生产组长、治保委员、党支部宣传委员。1961年9月，加入中国共产党。1966年12月至1967年3月，为杭州新华丝厂群众组织勤务组负责人。1967年3月至1973年3月，任杭州新华丝厂党委书记、革委会主任。1968年3月，任浙江省革委会常委。1971年1月至1983年3月，任中共浙江省委常委。1973年至1982年，任浙江省总工会主任、主席。1977年12月至1979年12月，任浙江省革委会副主任。1982年12月至1984年8月，任浙江省计划生育委员会副主任。1986年4月至1993年10月，任浙江省计划生育干部培训中心党支部书记、主任科员。此外担任中共第九届、十届、十一届中央候补委员。